# Slaget vid Shinohara
Slaget vid Shinohara skedde 1183 under Genpei-kriget i Japan, i vad som nu är staden Kaga, i Ishikawa prefekturen.
Efter slaget vid Kurikara förföljde Minamoto no Yoshinaka – och hann upp – den flyende Taira no Munemoris styrka. Före den egentliga bataljen skedde en duell mellan de båda styrkornas skickligaste bågskyttar. Segern gick till Minamoto. Till följd av förlusten kom Taira att dra sig tillbaka från Kyoto.

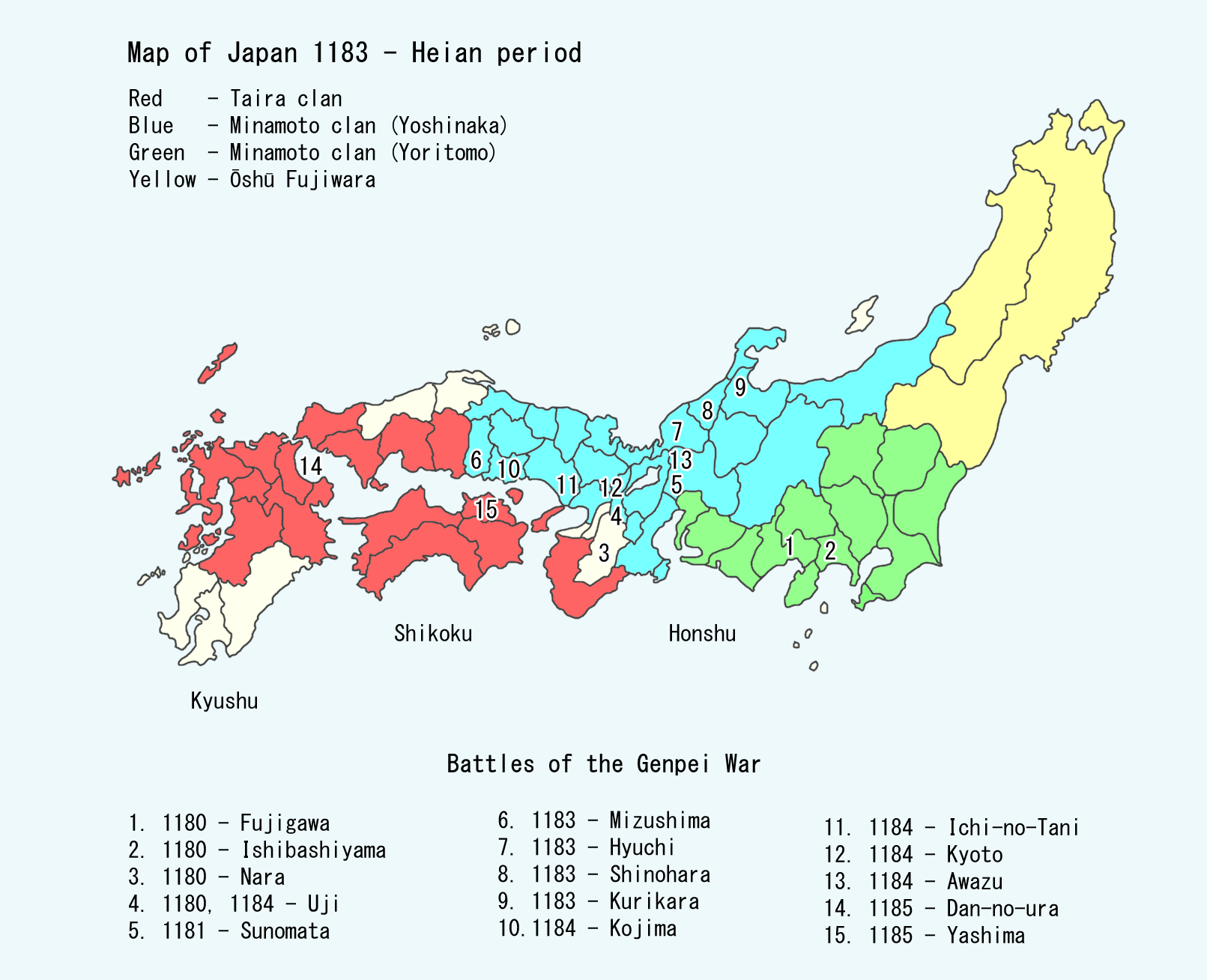
Karta över slagen i Genpei-kriget, som sätter in Shinohara i sitt sammanhang.